# Tetjana Petljoek
Tetjana Hryhorivna Petljoek (Oekraïens: Тетйана Григорівна Петлйук) (Kiev, 22 februari 1982) is een Oekraïense atlete, die zich heeft toegelegd op de 800 m. Ze werd meervoudig Oekraïens kampioene op deze discipline. Ze nam tweemaal deel aan de Olympische Spelen, maar won hierbij geen medailles.

## Biografie

### Jeugd
Haar eerste succes behaalde Petljoek in 1997 door op het Europees Olympische Festival in Lissabon de 400 m te winnen. Met een tijd van 55,47 s versloeg ze de Italiaanse Alexia Oberstolz (zilver; 55,85) en de Nederlandse Femke Rietveld (brons; 56,00). Twee jaar later won ze een zilveren medaille op de 800 m bij de Wereldjeugdkampioenschappen.

### Senioren
Tetjana Petljoek nam bij de senioren diverse malen deel aan een groot toernooi, maar sneuvelde meestal in de halve finale, zoals op de WK indoor 2004, Spelen van Athene, EK indoor 2005, WK 2005, WK indoor 2006 en het WK 2007.
Op de Europese kampioenschappen atletiek 2006 kwalificeerde Petljoek zich voor de eerste maal bij de senioren in de finale van een groot toernooi. Hier greep ze met een vierde plaats in 1.58,65 net naast de medailles. Een jaar later werd ze zesde op het EK indoor in Birmingham.
Op de wereldkampioenschappen indooratletiek 2008 in het Spaanse Valencia behaalde Petljoek een zilveren medaille. Met een tijd van 2.02,66 finishte ze achter de Australische Tamsyn Lewis (goud; 2.02,57) en voor de Mozambikaanse Maria Mutola (brons; 2.02,97). Op de Olympische Spelen van 2008 in Peking nam ze deel aan de 800 m en de 4 × 400 m estafette. Op de 800 m sneuvelde ze met 1.59,27 in de halve finale en bij het estafettelopen sneuvelde ze met haar teamgenoten in de kwalificatieronde.

## Titels
- Oekraïens kampioene 800 m - 2004, 2008, 2009
- Oekraïens kampioene 1500 m - 2009
- Oekraïens indoorkampioene 800 m - 2005, 2007, 2008, 2019, 2020
- Oekraïens indoorkampioene 1500 m - 2009

## Persoonlijke records
Outdoor
| Onderdeel | Prestatie | Datum             | Plaats |
| --------- | --------- | ----------------- | ------ |
| 400 m     | 53,26     | 21 mei 2004       | Kiev   |
| 800 m     | 1.57,34   | 15 juni 2006      | Kiev   |
| 1000 m    | 2.41,69   | 11 september 2007 | Linz   |
| 1500 m    | 4.06,51   | 22 juli 2009      | Yalta  |

Indoor
| Onderdeel | Prestatie | Datum            | Plaats     |
| --------- | --------- | ---------------- | ---------- |
| 400 m     | 56,07     | 22 februari 2001 | Kiev       |
| 600 m     | 1.26,87   | 13 februari 2009 | Düsseldorf |
| 800 m     | 1.58,67   | 3 februari 2007  | Stuttgart  |
| 1000 m    | 2.34,76   | 28 januari 2007  | Moskou     |
| 1500 m    | 4.10,91   | 22 februari 2008 | Soemy      |

## Palmares

### 400 m
- 1997:  Europees Jeugd Olympisch Festival - 55,47 s

### 800 m
- 1999:  WK jeugd - 2.06,97
- 2000: 6e WK junioren - 2.07,26
- 2001:  EK junioren - 2.04,15
- 2004:  Europese Indoorcup - 2.01,14
- 2006: 4e EK - 1.58,65
- 2006: 6e Wereldatletiekfinale - 2.00,67
- 2007:  EK indoor - 1.59,84
- 2008:  WK indoor - 2.02,66
- 2008: 4e in ½ fin. OS - 1.59,27
- 2009: 6e EK indoor - 2.03,77
- 2009: 6e in ½ fin. WK - 2.00,90